# Akcja „Burza” w Okręgu Polesie Armii Krajowej

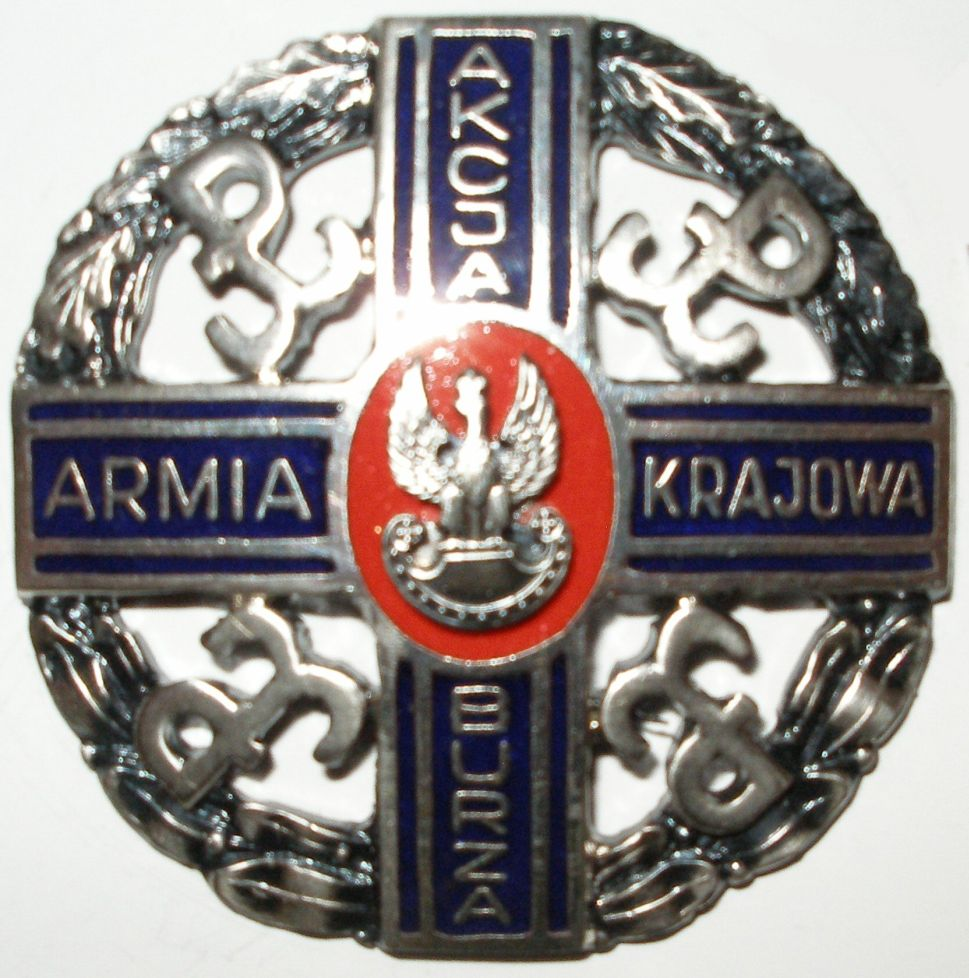
Odznaka AK przyznawana za udział w akcji „Burza”

Akcja „Burza” w Okręgu Polesie AK – część akcji wojskowej zorganizowanej i podjęta przez oddziały Armii Krajowej przeciw wojskom niemieckim, w końcowej fazie okupacji niemieckiej, bezpośrednio przed wkroczeniem Armii Czerwonej, prowadzona w granicach II Rzeczypospolitej.
Akcja „Burza” w okręgu była prowadzona od 15 do 30 lipca 1944 przede wszystkim w rejonie Berezy Kartuskiej, Kobrynia i Brześcia oraz Pińska.
Planowano odtworzyć 30 Dywizję Piechoty, a oddziały partyzanckie przemianować na 82, 83 i 84 pułki piechoty. Siłami tymi zamierzano opanować teren na północ i wschód od Brześcia. Dowódcą dywizji mianowano ppłk. Henryka Krajewskiego „Leśnego”, „Trzaska”. Jako miejsce koncentracji wyznaczono lasy nurzeckie, Tam znajdowały się już oddziały partyzanckie mające tworzyć 82 pp mjr Stanisława Juliana Trondowskiego „Grzmota”. 83 Pułk Piechoty AK tworzono w Puszczy Białowieskiej. Dywizja osiągnęła stan około 1000 ludzi.
17 lipca pod Adampolem urządzono zasadzkę na kolumnę samochodową, a pod Wyżarami stoczono walkę z Niemcami. W lasach nurzeckich współdziałano z 3 Korpusem Kawalerii gen. Pijewa, walcząc pod Wilanowem. Następnie rozpoznano przeprawy na Bugu pod Drohiczynem. 30 lipca dowództwo 65 Armii poleciło przebazowanie dywizji w rejon Hajnówki. Zamierzano włączyć ją w skład Armii gen. Berlinga.
Rozkaz ten wykraczał poza uzgodnienia i zasady podporządkowania operacyjnego. Dowódca dywizji rozkazu nie wykonał i skoncentrował swoje oddziały pod Białą Podlaską, gdzie część dywizji została rozwiązana, pozostała część w sile 8 kompanii (około 1000 żołnierzy), w sierpniu, wyruszyła na pomoc Warszawie. W okolicach Otwocka dywizja została otoczona przez wojska sowieckie i rozbrojona.